# Terrain d'aventure
Le terrain d'aventure (TA) caractérise une voie ou un site naturel d'escalade où l'équipement servant à l'assurage des grimpeurs est absent ou bien ne répond pas aux normes de sécurité. En France, c'est une norme de classement des sites d'escalade par la Fédération française de la montagne et de l'escalade. Le terrain d'aventure s'oppose aux sites sportifs dans lesquels des équipements de protection (spits ou broches, ancrages) sont déjà en place et conformes aux normes fédérales.
L'escalade en terrain d’aventure nécessite l'usage d'équipements de protection personnels comme des coinceurs, des friends, des sangles autour de becquets, voire des pitons. Un apprentissage spécifique est donc nécessaire afin de savoir utiliser ce matériel, ainsi que l'acquisition d'une expérience dans la recherche d'itinéraire en paroi : choisir le cheminement le plus facile à protéger, pas forcément le plus court ou le plus facile. Le terrain d'aventure est propice tant à la pratique de l'escalade libre que de l'escalade artificielle.
Par extension, le terrain d'aventure peut désigner les techniques d'escalade libre nécessitant la pose de matériel de protection amovible, plus ou moins synonymes d'escalade traditionnelle.